# Cyclolabus impressus
Cyclolabus impressus là một loài tò vò trong họ Ichneumonidae.